# Omar Quintanilla
Omar Quintanilla (El Paso, 24 ottobre 1981) è un giocatore di baseball statunitense, free agent dal 2014.

## Minor League
Quintanilla venne selezionato al primo giro del draft amatoriale del 2003 come 33a scelta assoluta dagli Oakland Athletics. Iniziò nello stesso anno giocando con due squadre chiudendo con .358 di media battuta, .414 in base, 2 fuoricampo, 14 punti battuti a casa (RBI), 22 punti "run" e 7 basi rubate in 32 partite. Nel 2004 giocò con due squadre terminando con .321 alla battuta, .379 in base, 13 fuoricampo, 92 RBI, 95 punti e 3 basi rubata in 131 partite.
Nel 2005 giocò con due squadre finendo con .301 alla battuta, .351 in base, 5 fuoricampo, 32 RBI, 60 punti e 2 basi rubate in 91 partite. Nel 2006 con i Colorado Springs chiuse con .276 di media battuta, .342 in base, 4 fuoricampo, 29 RBI, 48 punti e 4 basi rubate in 82 partite.
Nel 2007 finì con .319 di media battuta, .380 in base, 3 fuoricampo, 43 RBI, 54 punti e 3 basi rubate in 98 partite. Nel 2008 chiuse con .329 di media battuta, .451 in base, un fuoricampo, 8 RBI, 18 punti e 3 basi rubate in 20 partite.
Nel 2010 chiuse con .252 di media battuta, .316 in base, un fuoricampo, 15 RBI, 14 punti e una base rubata in 34 partite. Nel 2011 con i Round Rock Express AAA, finì con .298 di media battuta, .369 in base, 5 fuoricampo, 25 RBI, 46 punti e 3 basi rubate in 51 partite.
Nel 2012 con i Buffalo Bisons AAA finì con .282 alla battuta, .345 in base, 6 fuoricampo, 27 RBI, 18 punti e una base rubata in 48 partite. Nel 2013 con i Las Vegas 51s AAA finì con .333 alla battuta, .419 in base, 2 fuoricampo, 18 RBI, 26 punti e una base rubata in 48 partite.

## Major League

### Colorado Rockies (2005-2009)
Debuttò nella MLB il 31 luglio 2005 contro i Philadelphia Phillies, chiuse la sua prima stagione con .219 di media battuta, .270 in base, nessun fuoricampo, 7 RBI, 16 punti, 2 basi rubate, 51 eliminazioni di cui 21 doppie, 99 assist e un errore da interbase in 39 partite di cui 33 da titolare. Nel 2006 chiuse con .176 di media battuta, .243 in base, nessun fuoricampo, 3 RBI, 3 punti, una base rubata, 18 eliminazioni di cui 9 doppie, 30 assist in 11 partite di cui 9 da titolare.
Nel 2007 finì con .229 di media battuta, .280 in base, nessun fuoricampo, 5 RBI e 6 punti, nessuna base rubata, 40 eliminazioni di cui 15 doppie, 51 assist in 27 partite di cui 17 da titolare. Nel 2008 chiuse con .238 di media battuta, .288 in base, 2 fuoricampo, 15 RBI, 28 punti, nessuna base rubata, 82 eliminazioni di cui 44 doppie, 172 assist, un errore da seconda base e 3 da interbase in 81 partite di cui 53 da titolare.
Nel 2009 chiuse con .172 di media battuta, .273 in base, nessun fuoricampo, 2 RBI, 7 punti, nessuna base rubata, 37 eliminazioni di cui 16 doppie, 49 assist, un errore da seconda base e uno da interbase in 58 partite di cui 6 da titolare. Il 6 novembre 2010 divenne per la prima volta free agent.

### Texas Rangers (2011)
Il 23 dicembre 2010 firmò con i Texas Rangers chiudendo con .045 alla battuta, .045 in base, nessun fuoricampo, 2 RBI, 3 punti, nessuna base rubata, 13 eliminazioni di cui 4 doppie, 21 assist in 11 partite di cui 6 da titolare. Il 2 settembre divenne free agent.

### New York Mets (2012)
Il 3 gennaio 2012 firmò con i New York Mets, ma il 20 luglio venne ceduto ai Baltimore Orioles in cambio di un corrispettivo di soldi. Chiuse con .257 di media battuta, .350 in base, un fuoricampo, 4 RBI, 13 punti, nessuna base rubata, 25 eliminazioni di cui 12 doppie, 55 assist e 2 errori da interbase in 29 partite di cui 21 da titolare.

### Baltimore Orioles (2012)
Con gli Orioles terminò con .232 di media battuta, .284 in base, 3 fuoricampo, 12 RBI, 12 punti, nessuna base rubata, 45 eliminazioni di cui 5 doppie, 84 assist e 4 errori da seconda base in 36 partite di cui 29 da titolare. Il 30 novembre divenne free agent.

### Seconda volta con i New York Mets (2013-)
Il 5 gennaio firmò nuovamente con i Mets. Il 30 maggio venne promosso in prima squadra per sostituire l'infortunato Rubén Tejada. Chiuse la stagione con .222 alla battuta, .306 in base, 2 fuoricampo, 21 RBI, 28 punti, 2 basi rubate, 107 eliminazioni di cui 45 doppie, 248 assist e 8 errori da interbase in 95 partite di cui 89 da titolare. Il 2 dicembre divenne free agent. Il 18 gennaio 2014 firmò un contratto da Minor League. Il 30 marzo venne promosso in prima squadra.

## Vittorie
- Championship della National League: 1

Colorado Rockies: 2007
- Championship della American League: 1

Texas Rangers: 2011

## Premi
- Mid-Season All-Star della Texas League (2005)
- Giocatore della settimana della Texas League (1/05/2005).

## Numeri di maglia indossati
- n° 8 con i Colorado Rockies (2005)
- n° 6 con i Rockies (2006-2009)
- n° 12 con i Texas Rangers (2011)
- n° 6 con i New York Mets (2012)
- n° 35 con i Baltimore Orioles (2012)
- n° 3 con i Mets (2013)
- n° 0 con i Mets (2014-).